# Білицький краєзнавчий музей
Білицький краєзнавчий музей — музей у смт Білики Полтавського району Полтавської області.Заснований у 2021 р., шляхом об'єднання Білицького літературно-меморіального музею Мате Залки та Білицького народного музею історії та художньо-ужиткового мистецтва. Є комунальним закладом Білицької селищної ради.

## Будинок музею
Споруджено у 1905 р., як житло священика Миколаївської церкви, Олександра Івановича Кобищанова. Збудований із формованої цегли, на два димаря та початково перекритий залізом. Мав ґанок із навісом на піддашках, який у 1985 р. було замінено прибудованою цегляною верандою. Житлова площа 103 кв.м. Зазнав значних перепланувань. Ділянку довкола будинку займав фруктовий сад.

Навесні 1921 р. в будинку короткий час мешкав отаман Нестор Махно. За радянської влади у будинку розташовувалася сільська (1923-1957), районна (1923-1925) селищна (1957-1979) ради, у 1941-1943 рр. - Білицька сільська управа. Рішенням виконкому Білицької селищної ради від 25 серпня 1979 р. будинок, де вона на той час розміщувалася, було передано з метою розширення художнього музею школи №1, відкритого 16 грудня 1972 р. вчителем образотворчого мистецтва Василем Архиповичем Курловичем. У колишньому адміністративному будинку музей було відкрито 25 грудня 1982 р.
“Ця радісна подія відбувалася у святковій обстановці і була присвячена 60-річчю СРСР. На мітинзі були присутні понад 500 чоловік. У президіумі — Гамаль М.І., Срібний Д.К., Бородавка Д.Р., Тихоненко О., Худолій О.Б., Біловод І.А. По завершенню мітинга зав. відділом пропаганди РК КПУ Гамаль М.І. перерізає червону стрічку при вході в музей. Екскурсовод, Іванченко О.П. Запрошує присутніх оглянути експозиції музею...” (Курлович В.А. О силе и значении искусства, 1999)

## Музейна колекція
Об'єднаний фонд Білицького краєзнавчого музею нараховує 2 594 одиниці зберігання та постійно поповнюється. Нові надходження передаються як місцевими мешканцями, так і з інших міст - Києва, Дніпра, Харкова.
Експозиція розділена на історичний та художній відділи. Містить палеонтологічні експонати, археологічні знахідки з території Біликів та їх околиць, велику етнографічну збірку керамічного посуду, текстилю, ужиткових речей, особисті речі біличан, матеріали до історії білицької промисловості, зібрання картин та скульптур місцевих художників, макети пам'ятників встановлених у селищі. Музей отримує на постійне збереження елементи військового спорядження, озброєння, військові трофеї що ілюструють сучасні події в державі. Під час повномасштабного вторгнення Російської Федерації музей отримав на постійне збереження унікальні археологічні знахідки датовані періодами фінального палеоліту, середньої та пізньої бронзи, ІІІ-V ст. н.е., ранньомодерним часом, виявлені під час фортифікаційних робіт та рекогностування у громаді підрозділом територіальної оборони.
Експозиція займає 6 залів та веранду музею. Перед музеєм встановлено роботи місцевого скульптора В.П.Петренка "Кобзар", "Гармата", "Палітра", а також створено лапідарій у якому експонуються надгробки.

## Виставкова діяльність
Окрім постійної експозиції музей проводить тимчасові виставки на матеріалах музейної колекції, експонує виставки інших музеїв та установ.

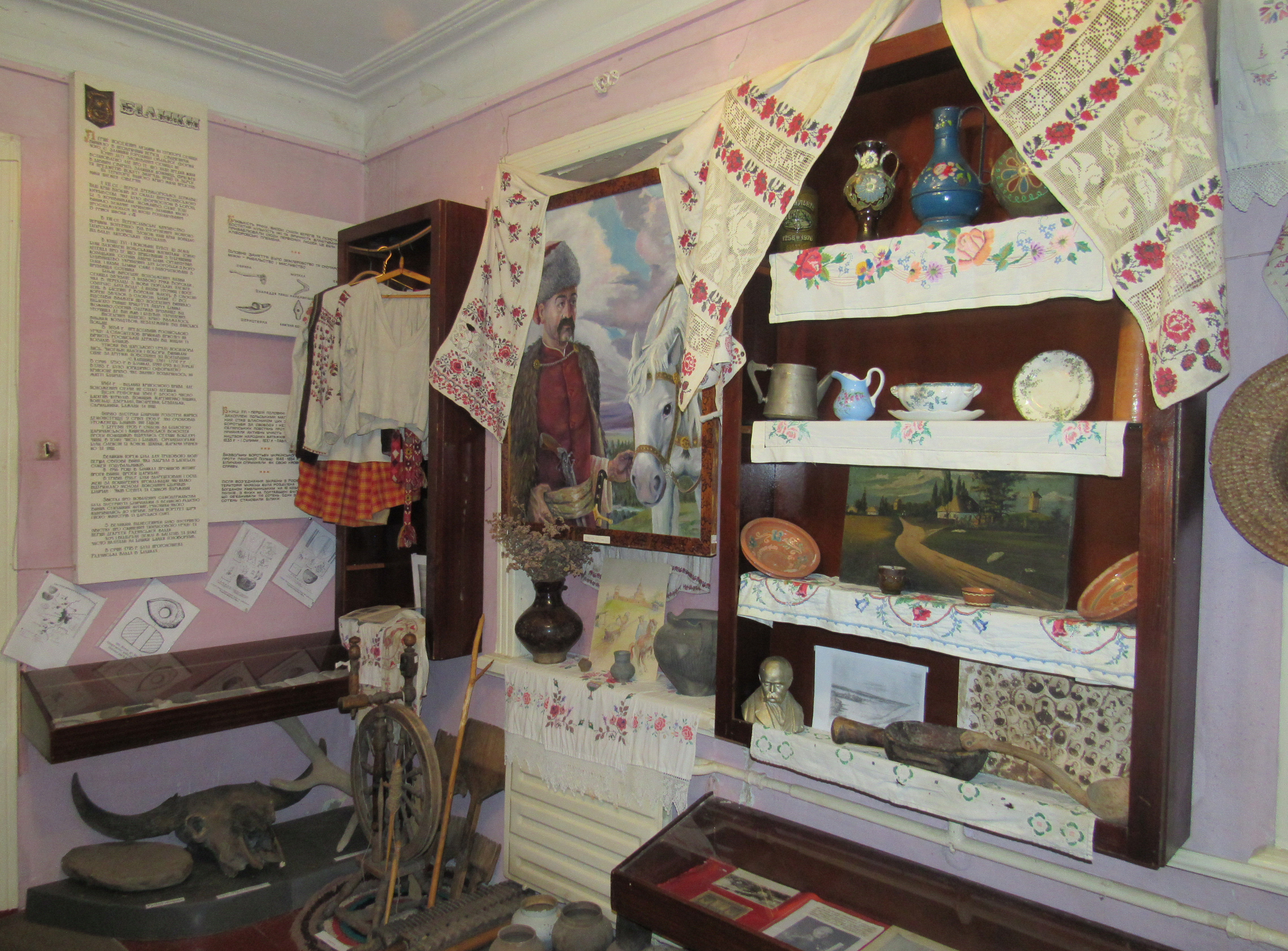
Історичний відділ. 2021 р.

Представлено творчий доробок біличанина, краєзнавця, поета, народного депутата, заслуженого діяча культури України А.Т. Лати, картини художниці Н.В.Макєєвої, особисті речі та відзнаки меценатки, яка емігрувала до Франції, Марії Тамайо. Створюються тимчасові експозиції: "Історична Боярка", про один з історичних районів селища; "Майдан свободи", до Дня Гідності. Регулярно експонуються виставки Українського інституту національної пам'яті . На музейному блозі презентуються віртуальні виставки. Проводяться спільні виставки з іншими музеями. Зокрема, спільно з Краєзнавчим музеєм міста Горішні Плавні до Дня українського козацтва у 2022 р., було презентовано виставку "...Советно, что муж с женою": козацькі містечка Полтавського краю. Також було презентовано віртуальну екскурсію виставкою. До роковин російсько-української війни музеї презентували спільний проєкт "Чорна рілля ізорана": археологія під час війни (з нових надходжень Білицького краєзнавчяого музею)". Після експонування у Горішніх Плавнях, проєкт було презентовано у Гадяцькому історико-краєзнавчому музеї. Музей долучився до розробки та створення постійної експозиції російсько-української війни в Краєзнавчому музеї міста Горішні Плавні, другу чергу якої було завершено та відкрито 22 лютого 2024 рр.

## Екскурсійне обслуговування
Білицький краєзнавчий музей відвідують як місцеві мешканці, так і гості з інших міст - Дніпра, Кобеляк, Полтави, Харкова. Музей цілеспрямовано відвідують туристичні гуртки та клуби. У період повномасштабного вторгнення Російської Федерації проводяться комплексні екскурсії для внутрішньо переміщених осіб. Окрім екскурсій експозицією проводяться тематичні екскурсії присвячені фортеці сотенного містечка XVII-XVIII ст., педагогічній діяльності Г.Г.Ващенка у Біликах, руїнами санаторію, місцями зруйнованих церков, до дерев'яних храмів - Іоанно-Предтеченського у Марківці, та Святого Духу у Чорбівці, у ботанічний заказник "Драбинівка" тощо.

## Науково-дослідна діяльність

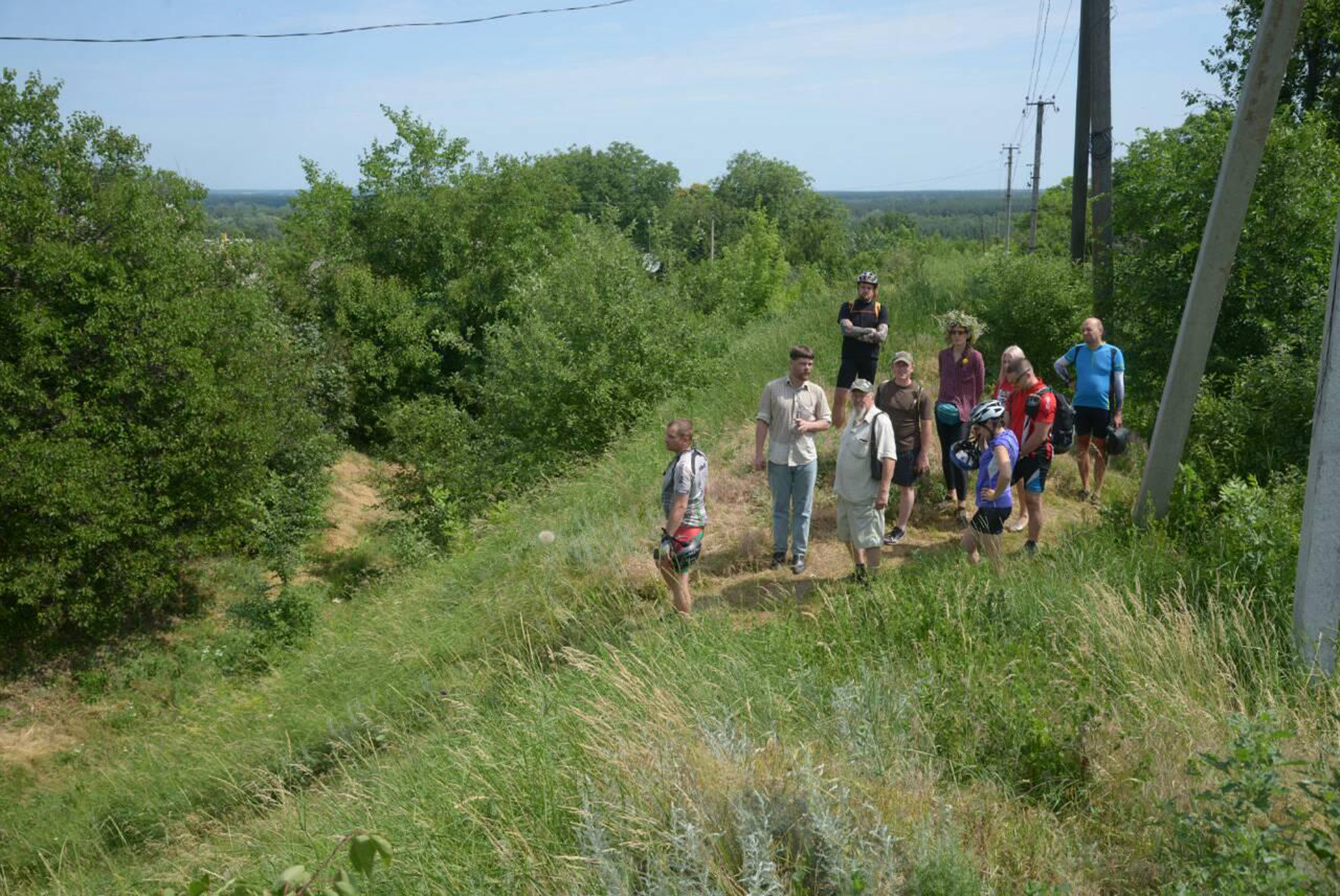
Екскурсія валами фортеці.

Музеєм постійно проводяться дослідження з історії, археології, біографістики, генеалогії, некрополістики, музеєзнавства, пам'яткознавства, архітектури Біликів та сіл, що входять у Білицьку територіальну громаду. Проводяться дослідження понад 60-річної історії музейного закладу. Спільно із колегами досліджуються джерела та пам'ятки Нижнього Поворскля. Береться участь у конференціях, науково-практичних семінарах, круглих столах тощо ("Фортифікації в туризмі: потенціал, стан, промоція, інновації", "Сучасний музей у суспільстві та його роль як інституції пам'яті",, "Museum education",  "Сучасний музей в умовах викликів мінливого світу: пошук балансу між традиціями та інноваціями", "Музей - платформа суспільного діалогу", "Наукова спадщина вченої Віри Жук", "Наукова спадщина історика Віктора Ревегука" та ін.). Результати досліджень публікуються у наукових виданнях.

## Популяризація музейної спадщини
Музей знімає та поширює відеофільми з історії регіону ("Білицьке городище", "Білицький краєзнавчий музей (до 60-річчя музейницького руху в Біликах)", "Незалежність: білицький вимір", "Наша фортеця", "Білики: речі довкола нас"), долучається до місцевих масових заходів, проводить науково-популярні краєзнавчі лекції, бере участь в регіональних та всеукраїнських історико-культурних, літературних фестивалях ("Дорости до Тарасового слова", "Україна – козацька держава"), ініціює тематичні ефіри на обласному радіо та презентації книжкових новинок у Білицькій громаді, співпрацює з виконавчим комітетом селищної ради, регіональними та обласними засобами масової інформації, веде блог, сторінки у соціальних мережах та співпрацює із туристичними сайтами і маркетплейсами.

## Відділи музею
- Історико-краєзнавчий;
- Лапідарій;
- Образотворчого мистецтва;
- Письменник з ДПУ (за матеріалами Літературно-меморіального музею Мате Залки).